# Petite-Anse
 Petite-Anse est une communauté acadienne sur l'Isle Madame au Cap-Breton.